# Ataque de Marsella de 2017
El ataque de Marsella de 2017 ocurrió el 1 de octubre cuando un hombre asesinó a dos mujeres con un cuchillo en la estación de Marsella-San Carlos. Las mujeres, de 17 y 20 años, fueron atacadas con lo que la policía describió como un cuchillo de carnicero. Soldados de la Operación Centinela le dispararon al perpetrador en el acto. La estación fue rápidamente evacuada; la Empresa Nacional de Ferrocarriles (SNCF) anuló por completo el tráfico que llegaba y salía de Marsella. La policía investigaba este incidente como un posible ataque terrorista. La agencia  de noticias Amaq relacionada con el Estado Islámico definió al perpetrador como un «soldado» de ISIS.
Testigos afirmaron que el hombre gritó Allahu Akbar antes de apuñalar a las dos mujeres. El perpetrador, quien era conocido por la policía por ofensas previas, apuñaló a una víctima y degolló a la otra.

## Ataque
Alrededor de las 13:45hrs. local, un hombre ingresó a la estación de tren de la ciudad de Marsella armado con un cuchillo y empezó el acto apuñalando a una mujer —al grito de "Allahu Akbar"— en el vientre en distintas ocasiones y después se abalanzó sobre otra mujer atacándola con el arma blanca. Luego de atacar a las mujeres, el agresor intentó atacar a un soldado quien inmediatamente le disparó en dos ocasiones provocando su muerte.

### Consecuencias
La estación de tren de la ciudad fue inmediatamente evacuada y se recomendó a la población no acercarse a ella debido a una fuerte presencia policial.

## Atacante
Del autor del atentado no se ha sabido mucho alrededor de su identidad debido a que la fiscalía no ha brindado más información más que es un hombre de 30 años y de religión musulmana.
Además, se había descubierto que el agresor había sido detenido días antes en Lyon.

## Víctimas
Tiempo después de las investigaciones previas correspondientes, se dio a conocer la identidad de las víctimas quienes fueron identificadas como:
- Mauranne. Una joven de 21 años residente en Lyon, estudiante de medicina, prima de Laura.
- Laura: Una joven de 20 años que vivía en Bocas del Ródano, estudiante de enfermería, prima de Mauranne.